# Scopula exangulata
Scopula exangulata är en fjärilsart som beskrevs av W. Warren 1899. Scopula exangulata ingår i släktet Scopula och familjen mätare. Inga underarter finns listade.